# サンエー・インターナショナル
株式会社サンエー・インターナショナル（Sanei-International CO.,LTD.）は、かつて存在した日本のアパレル企業（女性服専門）であり、東京都港区に本社を置いていた。
2代目の法人は2014年3月3日付で初代法人から新設分割により設立されたもので、本項では初代法人にあたる株式会社サンエー・インターナショナル資産管理も含めて記述する。

## 概要
創業者の三宅敏彦が、1949年に大阪・船場にて創業した。元来は生地の卸売を専業としていたが、1981年に20代の女性向けブランド「Pinky&Dianne」を誕生させたことを契機としてレディスアパレルに進出し、その後「NATURAL BEAUTY」や「VIVA YOU」の他「JILL STUART」などの有名ファッションブランドを抱えるまでに成長する。
2007年に大阪本社のほか東京支社を東京本社に格上げし、2011年6月以降は東京スタイルと共同株式移転して、経営統合ならびに持株会社を設立する。2014年3月に事業再編しTSIホールディングスグループ内でディレクター事業を担当する企業となった。主軸のファッションブランドの他、海外ブランドのライセンスを中心に事業を展開した。

## 沿革
- 1949年（昭和24年）8月13日 - 大阪市東区（現・中央区）本町3丁目に、資本金200万円で三永株式会社を設立。
- 1987年（昭和62年）9月 - 商号を株式会社サンエー・インターナショナルに変更
- 2003年（平成15年）9月24日 - 東京証券取引所市場第2部に上場。
- 2005年（平成17年）8月 - 東京証券取引所市場第1部指定。
- 2007年（平成19年）11月29日 - 本店を東京都渋谷区渋谷に移転。
- 2011年（平成23年）
  - 3月24日 - 本店を東京都世田谷区玉川に移転。
  - 5月27日 - 上場廃止。
  - 6月1日 - 東京スタイルと株式移転を行い、共同持株会社「株式会社TSIホールディングス」を設立して経営統合[1][2]。
- 2014年（平成26年）
  - 3月3日 - 株式会社サンエー・インターナショナル資産管理に商号を変更した上で、事業を（新）株式会社サンエー・インターナショナル、株式会社サンエー・ビーディー、株式会社東京スタイル[注釈 2]および株式会社TSIグルーヴアンドスポーツに新設分割、株式会社FREE'S INTERNATIONALに吸収分割で、それぞれ承継。
    - FREE'S INTERNATIONALをはじめとする主な子会社についてはTSIホールディングスの直接傘下となる[3]。

  - 9月1日 - サンエー・インターナショナル資産管理をTSIホールディングスが吸収合併し、（新）サンエー・インターナショナルがTSIホールディングスの直接子会社となる[3]。
- 2015年（平成27年）3月1日 - 東京スタイルからレベッカミンコフの事業を承継[4]。
- 2017年（平成29年）- イバンカ・トランプのファッションブランドと連携交渉していたが中止[5]。
- 2019年（平成31年）3月1日 - TSIグループ再編に伴い、休眠する東京スタイルから4ブランドの譲渡を受ける[6]。
- 2021年（令和3年）3月1日 - 株式会社TSIグルーヴアンドスポーツ、株式会社ナノ・ユニバース、株式会社アングローバル、株式会社ローズバッド、株式会社アイソラー及び株式会社TSI ECストラテジーとともに、株式会社サンエー・ビーディーへ吸収合併され、解散。株式会社サンエー・ビーディーは株式会社TSIへ商号変更[7][8]。

## ブランド

### オリジナルブランド
- ADORE（アドーア）
- BODY DRESSING（ボディドレッシング）
- Charlot Dessert（シャルロデザート）
- HUMAN WOMAN（ヒューマンウーマン）
- JILL STUART（ジル スチュアート）
- JILL STUART NEWYORK（ジル スチュアート ニューヨーク）

### ライセンスブランド
- Barbie Kids（バービーキッズ）
- DIANE von FUSTENBERG（ダイアン フォン ファステンバーグ）
- REBBECA MINKOFF（レベッカ ミンコフ）
- VIVIENNE TAM（ヴィヴィアン タム）

## 過去に展開していたブランド
- Barbie（バービー）
- abx（エービーエックス）
- charlotte ronson （シャーロットロンソン）
- KOFI COLLECT（コフィコレクト）
- cacharel（キャシャレル）
- TO&CO.（トゥーアンドコー）
- Lovefool（ラブフール）
- kate spade NEW YORK（ケイト・スペード ニューヨーク）
- BODY DRESSING Deluxe（ボディドレッシング デラックス）
- uni;que par vert dense（ユニック パー ヴェールダンス）
- Vert Dense（ヴェールダンス）
- Pinky Girls（ピンキーガールズ）[9]
- MATERIA（マテリア）[10]
- NOVESPAZIO（ノーベスパジオ）[11]
- capesmile（ケープスマイル）
- Biancheri tutu（ビアンチェリ チュチュ）
- Pura（プーラ）
- クリーニング
- FREE'S SHOP（フリーズショップ）

### 東京スタイルへ承継
- Pinky&Dianne（ピンキー&ダイアン）
- NATURAL BEAUTY（ナチュラルビューティー）
- BOSCH（ボッシュ）

### サンエー・ビーディーへ承継
- &byP&D（アンドバイピーアンドディー）
- JILL by JILL STUART（ジル バイ ジル スチュアート）
- NATURAL BEAUTY BASIC（ナチュラルビューティーベーシック）
- N.Natural Beauty Basic（エヌ ナチュラルビューティーベーシック）
- PROPORTION BODY DRESSING（プロポーション ボディドレッシング）

### TSIグルーヴアンドスポーツへ承継
- PEARLY GATES（パーリーゲイツ）
- Callaway Apparel（キャロウェイアパレル）

### キャスキッドソンジャパンへ承継
- Cath Kidston（キャス・キッドソン）

## コラボレーション
2011年1月19日にはNTTドコモの富士通製携帯電話docomo STYLE series F-04Cに Pinky Girls仕様としてコラボレーションしている。